# Yung Rapunxel
„Yung Rapunxel“ е песен на Азалия Банкс от дебютния ѝ студиен албум – „Broke with Expensive Taste“. Песента е издадена на 15 април 2013 г.

## История
На 28 януари 2013 г. Азалия Банкс написа в Twitter, че „Yung Rapunxel“ ще е главния сингъл от „Broke with Expensive Taste“. Песента трябваше да е издадена на 12 февруари, но е отменен за март.На 3 февруари Азалия написа част от текста на песента в Twitter.На 28 февруари 2013 г. Азалия Банкс написа в Twitter, че песента ще бъде е издадена на 26 март 2013 г.Въпреки това песента е отменена за 16 април 2013 г.Песента е издадена на 11 март 2013 г. по SoundCloud профила на Банкс.

## Музикален видеоклип
Видеото към песента е заснето на 22 февруари 2013 г. от Джам Сътън, и е издадено на 16 април 2013 г.

## Обложка
На 8 март 2013 г. Банкс издаде обложката на песента.

## История на издаване
| Държава        | Дата             |
| -------------- | ---------------- |
| Великобритания | 15 април 2013 г. |
| САЩ            | 16 април 2013 г. |